# Janusz M. Pawlikowski
Janusz Marek Pawlikowski (ur. 9 stycznia 1943 w Piotrkowie Trybunalskim) – polski inżynier elektronik. Absolwent z 1966 Politechniki Wrocławskiej. Od 1987 profesor na Wydziale Podstawowych Problemów Techniki Politechniki Wrocławskiej.
Od 1961 był członkiem Związku Młodzieży Socjalistycznej, od 1965 Polskiej Zjednoczonej Partii Robotniczej. Od lutego 1986 do 1989 był sekretarzem ds. nauki Komitetu Wojewódzkiego PZPR we Wrocławiu